# 三氟化镱
三氟化镱，化学式YbF
3，是一种无机化合物。它可由氟化氢气体氟化法或氟化氢铵氟化法制得，主要用途为氟化玻璃。

## 制备
氟化镱可由硫化镱和氢氟酸反应，再将沉淀灼烧得到：
3 Yb2S3 + 20 HF + (2+2x)H2O → 2 (H3O)Yb3F10·xH2O↓ + 9 H2S↑（x=1.0）
(H3O)Yb3F10 → 3 YbF3 + HF↑ + H2O↑